# Horsaryd och Stilleryd
Horsaryd och Stilleryd är en tätort i Asarums socken i Karlshamns kommun i Blekinge län. Tätorten bildades 2015 av småorterna Stilleryd (som 2010 hade 90 invånare på en yta av 18 hektar), Horsaryd, Horsarydmark och Knutsberg och då av SCB namnsatt till Horsaryd och Stilleryd  

## Befolkningsutveckling
| Befolkningsutvecklingen i Horsaryd och Stilleryd 2015–2020 | Befolkningsutvecklingen i Horsaryd och Stilleryd 2015–2020 | Befolkningsutvecklingen i Horsaryd och Stilleryd 2015–2020 | Befolkningsutvecklingen i Horsaryd och Stilleryd 2015–2020 | Befolkningsutvecklingen i Horsaryd och Stilleryd 2015–2020 |
| ---------------------------------------------------------- | ---------------------------------------------------------- | ---------------------------------------------------------- | ---------------------------------------------------------- | ---------------------------------------------------------- |
|                                                            |                                                            |                                                            |                                                            |                                                            |
| År                                                         |                                                            |                                                            | Folkmängd                                                  | Areal (ha)                                                 |
| 2015                                                       | 2015                                                       |                                                            | 355                                                        | 180                                                        |
| 2020                                                       | 2020                                                       |                                                            | 336                                                        | 233                                                        |
|                                                            |                                                            |                                                            |                                                            |                                                            |